# Locoal-Mendon
Locoal-Mendon, bretonska Lokoal-Mendon, är en kommun i departementet Morbihan, i Bretagne. 2008 gick 17,81% av barnen på tvåspråkiga grundskolor. År 2022 hade Locoal-Mendon 3 529 invånare.
5 augusti 1944 landade tio engelska flygplan i kommunen, som bar med sig 10 jeepar och 30 franska fallskärmsjägare från Special Air Service; fallskärmsjägare från andra regementet under kommendant Pierre-Louis Bourgoins befäl. Jeeparna deltog i frigivningen av Morbihan. En pilot omkom.

## Befolkningsutveckling
Antalet invånare i kommunen Locoal-Mendon
| Referens: INSEE |